# 雷斯诺斯
雷斯诺斯，是西班牙卡斯蒂利亚-莱昂索里亚省的一个市镇。总面积21平方公里，总人口25人（2023年），人口密度3人/平方公里。